# SingStar (PlayStation 2)
Este artículo trata sobre la primera versión de SingStar para PlayStation 2. Para ver el resto de títulos que componen la saga, ver SingStar (serie). Para ver la primera versión para PlayStation 3, ver SingStar: Next Gen
SingStar es un juego de karaoke del sistema PlayStation 2 publicado por Sony Computer Entertainment Europe y desarrollado por SCEE y London Studio. Este es la 1.ª entrega en la saga SingStar.
SingStar como el resto de versiones, es distribuido tanto solo el juego (DVD), como el juego y un par de micrófonos acompañado - uno rojo y otro azul-. SingStar es compatible con la cámara EyeToy que sirve para visualizar a los jugadores en la pantalla mientras cantan.

## El Juego
SingStar es un juego de karaoke popular en el que los jugadores cantan canciones para conseguir puntos. Los jugadores interactúan con la PS2 por los micrófonos USB, mientras una canción es mostrada, junto a su video musical, en pantalla. Las letras de la canción son visualizadas durante toda la partida en la parte inferior de la pantalla. SingStar reta a los jugadores a cantar como en las canciones originales, pero con su propia voz. Se trata de cantar lo más parecido o igualmente, intentando afinar igual, para poder ganar puntos. Normalmente, son 2 los jugadores los que compiten a la vez, aunque puede jugar un solo jugador. Al final de la canción, el juego puntúa al jugador entre 0 y 10.000 puntos, y le otorga una calificación sobre la base de su puntuación. La más baja es "Sin oído", y la más alta (entre 9.010 y 10.000) es "SingStar".
En SingStar se puede jugar a 3 niveles distintos de dificultad -fácil, medio y difícil-. Cuanto más alto es el nivel del juego, menos podremos desafinar del tono original.

### Modos de Juego
- Conviertete en una Estrella: Modo para un solo jugador, en el que ira pasando fases para convertirse en una estrella de la canción.
- Cantar Solo - Modo para que un solo jugador cante.
- Dueto - Dueto para 2 jugadores, en el que al final de la canción, sumarán sus puntuaciones.
- Batalla - Modo para 2 jugadores en el que competirán por la mejor canción. A veces también con algunas canciones en dueto, solo que sin sumar sus puntuaciones.

La primera versión del juego es la única que incluye el modo "Conviertete en una Estrella". Este modo intentaba ofrecer un aliciente para los momentos en los se tiene que jugar solo, simulando una carrera musical desde sus inicios hasta el gran concierto final. Las canciones estaban separadas en grupos denominados "Clubs", locales para actuar. A través de un teléfono móvil el jugador recibía avisos para ir a cantar en uno u otro lugar. Cada actuación era una prueba como las del modo "Pasa el micro", que se debía superar con éxito para conseguir puntos e ir progresando y desbloqueando más clubs. Dado que cada club permitía elegir entre 6 canciones, si se escogía demasiado una canción, ésta quedaba bloqueada para el resto del juego (seguramente los clientes acababan hartos de oír ese tema una y otra vez). Los locales estaban dibujados con la misma técnica que las carátulas de los distintos SingStar, y ofrecían entornos que iban desde chiringuitos playeros a exclusivos áticos. El hecho de que este modo de juego no sirva para nada más que para jugar uno solo (no desbloqueas nada en el modo multijugador) probablemente hizo que desapareciera en versiones posteriores, pues el encanto de SingStar es jugar con más gente.
Asimismo, sólo en este SingStar se ofrece al jugador, a través del menú de opciones, la posibilidad de eliminar la voz del cantante original de los temas.

## SingStar: Lista de canciones
Estas son las listas de canciones (de un total de 30) de SingStar. Según el país, la versión puede estar regionalizada para adaptarla con temas más conocidos allí donde se publica. Aquí puedes comprobar que canción fue sustituida de la versión original (inglesa o internacional) para dejar paso al tema en español; igualmente con el resto de países.

### Lista Española
| Artista              | Canción                            | Observaciones   | Canción Sustituida...                            |
| -------------------- | ---------------------------------- | --------------- | ------------------------------------------------ |
| SingStar             |                                    |                 |                                                  |
| La Oreja de Van Gogh | "20 de Enero"                      |                 | Liberty X - "Just A Little"                      |
| La Oreja de Van Gogh | "Puedes Contar Conmigo"            |                 | Mis-Teeq - "Scandalous"                          |
| David Civera         | "Bye Bye"                          |                 | Motörhead - "Ace Of Spades"                      |
| Juanes               | "A Dios Le Pido"                   |                 | Petula Clark - "Downtown"                        |
| Hombres G            | "Lo Noto"                          |                 | Sophie Ellis-Bextor - "Murder On The Dancefloor" |
| Hombres G            | "No Te Escaparás"                  |                 | Daniel Bedingfield - "If You're Not the One"     |
| Rosario              | "Mi Gato"                          |                 | Carl Douglas - "Kung-Fu Fighting"                |
| Azúcar Moreno        | "Solo Se Vive Una Vez"             |                 | Rick Astley - "Never Gonna Give You Up"          |
| Guaraná              | "Noche En Vela"                    |                 | Westlife - "World of Our Own"                    |
| Gloria Estefan       | "Hoy"                              |                 | Lemar - "50/50"                                  |
| Natalia Lafourcade   | "En el 2000"                       |                 | S Club 7 - "Don't Stop Movin'"                   |
| Los Rodríguez        | "Sin Documentos"                   |                 | Deee-Lite - "Groove Is In The Heart"             |
| Beth                 | "Dime"                             |                 | Blondie - "Heart Of Glass"                       |
| Junior Míguez        | "Down"                             | Solo Estribillo | Blue - "One Love"                                |
| The Darkness         | "I Believe in a Thing Called Love" |                 |                                                  |
| A-ha                 | "Take On Me"                       |                 |                                                  |
| P!nk                 | "Get The Party Started"            |                 |                                                  |
| Jamelia              | "Superstar"                        |                 |                                                  |
| George Michael       | "Careless Whisper"                 |                 |                                                  |
| Avril Lavigne        | "Complicated"                      |                 |                                                  |
| Ricky Martin         | "Livin' La Vida Loca" (Spanish)    |                 | Ricky Martin - "Livin' La Vida Loca" (English)   |
| Madonna              | "Like a Virgin"                    |                 |                                                  |
| Roy Orbison          | "Oh, Pretty Woman"                 |                 |                                                  |
| Sugababes            | "Round Round"                      |                 |                                                  |
| Elvis Presley        | "Suspicious Minds"                 |                 |                                                  |
| Busted               | "Crashed the Wedding"              |                 |                                                  |
| Village People       | "YMCA"                             |                 |                                                  |
| Good Charlotte       | "Girls and Boys"                   |                 |                                                  |
| Dido                 | "Thank You"                        |                 |                                                  |
| Atomic Kitten        | "Eternal Flame"                    |                 |                                                  |

### Lista Alemana
| Lista Alemana                          | Lista Alemana                     | Lista Alemana                                     |
| Artista                                | Canción                           | Canción Sustituida...                             |
| -------------------------------------- | --------------------------------- | ------------------------------------------------- |
| SingStar                               |                                   |                                                   |
| Die Fantastischen Vier                 | "Sie Ist Weg"                     | Liberty X - "Just A Little"                       |
| Falco                                  | "Rock Me Amadeus"                 | Mis-Teeq - "Scandalous"                           |
| Jamiroquai                             | "Deeper Underground"              | The Darkness - "I Believe In A Thing Called Love" |
| Patrick Nuo                            | "5 Days"                          | Daniel Bedingfield - "If You're Not The One"      |
| Peter Schilling                        | "Major Tom"                       | Westlife - "World Of Our Own"                     |
| Baddiel, Skinner & The Lightning Seeds | "Three Lions '98"                 | Lemar - "50/50"                                   |
| Bro'Sis                                | "Do You"                          | Deee-Lite - "Groove Is In The Heart"              |
| No Angels                              | "Someday"                         | Busted - "Crashed The Wedding"                    |
| Die Toten Hosen                        | "Steh Auf, Wenn Du Am Boden Bist" | Good Charlotte - "Girls And Boys"                 |
| Laith Al-Deen                          | "Bilder Von Dir"                  | Blondie - "Heart Of Glass"                        |

### Lista Francesa
| Lista Francesa  | Lista Francesa           | Lista Francesa                               |
| Artista         | Canción                  | Canción Sustituida...                        |
| --------------- | ------------------------ | -------------------------------------------- |
| SingStar        |                          |                                              |
| Sinclair        | "Si c’est Bon Comme ça"  | Petula Clark - "Downtown"                    |
| Sinclair        | "Ensemble"               | Lemar - "50/50"                              |
| Sinclair        | "Votre Image"            | Busted - "Crashed The Wedding"               |
| Tragédie        | "Hey Oh"                 | Sugababes - "Round Round"                    |
| Emma Daumas     | "Tu Serás"               | Daniel Bedingfield - "If You're Not The One" |
| Jessica Márquez | "Magdalena"              | Motörhead - "Ace Of Spades"                  |
| Cali            | "C'est Quand Le Bonheur" | Good Charlotte - "Girls & Boys"              |

### Lista Italiana
| Lista Italiana    | Lista Italiana     | Lista Italiana                               |
| Artista           | Canción            | Canción Sustituida...                        |
| ----------------- | ------------------ | -------------------------------------------- |
| SingStar          |                    |                                              |
| Alexia            | "Egoísta"          | Petula Clark - "Downtown"                    |
| Daniele Silvestri | "Salirò"           | Daniel Bedingfield - "If You're Not The One" |
| La Differenza     | "In Un Istante"    | Carl Douglas - "Kung Fu Fighting"            |
| Paola & Chiara    | "Vamos A Bailar"   | Lemar - "50/50"                              |
| Subsónica         | "Nuova Ossessione" | Good Charlotte - "Girls and Boys"            |

### Problemas en la Primera Versión
El primer título de la saga, venía con pequeños fallos de fábrica en cuanto al reconocimiento de voz. Se ha detectado que comparado con las secuelas siguientes, a esta versión le cuesta más reconocer la voz, además de existir un pequeño retraso (que no evita que se pueda jugar, pero que se nota) entre lo que es cantado y mostrado en pantalla a la vez. También el juego tiene problemas para regular los volúmenes y en este, es obligatorio cantar igual que la grabación original, al contrario que las versiones siguientes.
Estos problemas, son posible solucionarlos, iniciando nuestro SingStar con cualquier versión excepto la primera y una vez en la pantalla de selección de canciones, pulsar SELECT en el mando y cambiar el disco. Ahora podrás jugar a las canciones de SingStar con el software más actualizado de esa versión que cargaste (a la que se refiere como Disco Maestro).